# Los Álamos (Málaga)
Los Álamos es un barrio perteneciente a la ciudad española de Torremolinos, Málaga. Se trata del barrio núcleo poblacional más al este de la ciudad. Aunque los barrios de Torremolinos no tienen carácter oficial, se considera que limita al oeste con el barrio de Playamar; con La Colina al norte y al nordeste; con el término municipal de Málaga, al este. En el barrio se encuentra la playa homónima, la cual es una de las playas más famosas no solo de Torremolinos, sino de toda la Costa del Sol.    

## Descripción

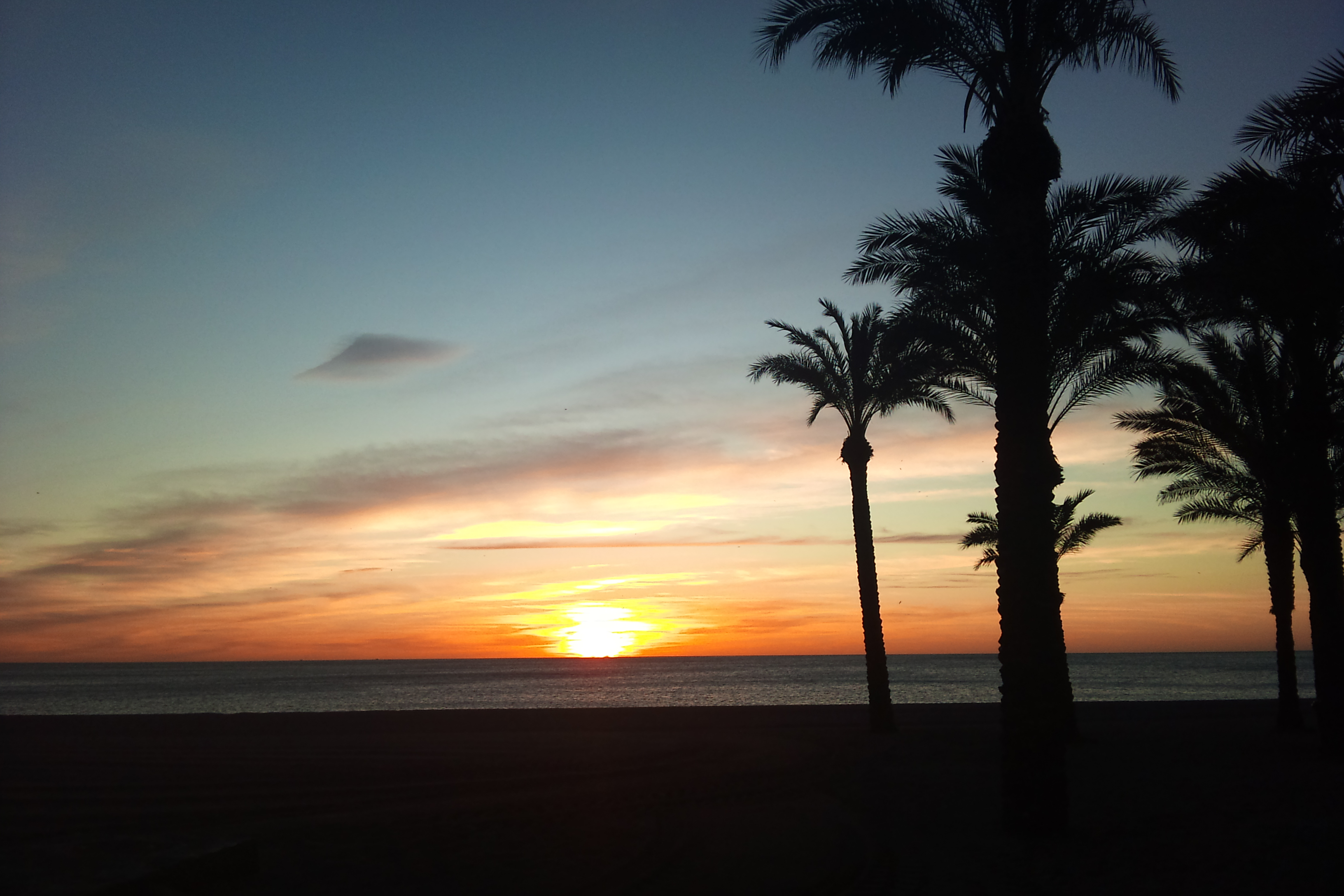
Amanecer en la playa de Los Álamos.

Los Álamos es una de las zonas más animadas de Torremolinos, así como también uno de los barrios más jóvenes del municipio y uno de los centros de entretenimiento.  En las últimas décadas ha ido adquiriendo gran popularidad gracias a sus numerosos chiringuitos que han ido evolucionado hacia el concepto de ‘beach clubs’, una seductora combinación de cócteles y comida ligera entre tumbonas, camas balinesas y música en directo, principalmente electrónica. Estos han dejado de funcionar como discotecas abiertas hasta del amanecer debido a las recientes restricciones horarias impuestas por el Ayuntamiento ante las quejas de los vecinos por la música. Debido al carácter festivo de la zona se celebraba todos los años en la Playa de Los Álamos, el festival de música electrónica Los Álamos Beach Festival, al que acudíann DJ's de la talla de como Martin Garrix, para 2017, celebraron su tercera edición, reuniendo alrededor de sesenta mil espectadores provenientes de toda España y el extranjero. La zona cuenta con muchos hoteles como el Hotel Puente Real o el Parador del Club de Golf, que pertenece a la capital malagueña.

## Historia
El terreno donde se encuentra Los Álamos ha sido habitado desde la antigüedad. En tiempos de la Antigua Roma, una calzada romana que comunicaba Gades (Cádiz) con Malaca (Málaga) atravesaba la actual barriada. A ambos lados de esta calzada se construyeron villas y factorías de salazón de pescado. De las once factorías que se tiene constancia que existieron, al menos una de ellas en encontraba en Los Álamos. 
El actual barrio se desarrolla tras el boom turístico de los años 1960, cuando comienza el despegue internacional de la Costa del Sol. Uno de los primeros hoteles en construirse en la zona fue el Hotel Los Álamos, que actualmente se encuentra en abandono, se levantó a finales de los años 1950 y era propiedad de Mercedes Sanz-Bachiller, viuda del fundador de las Juntas de Ofensiva Nacional Sindicalista y falangista, Onésimo Redondo.

## Transporte

### Cercanías

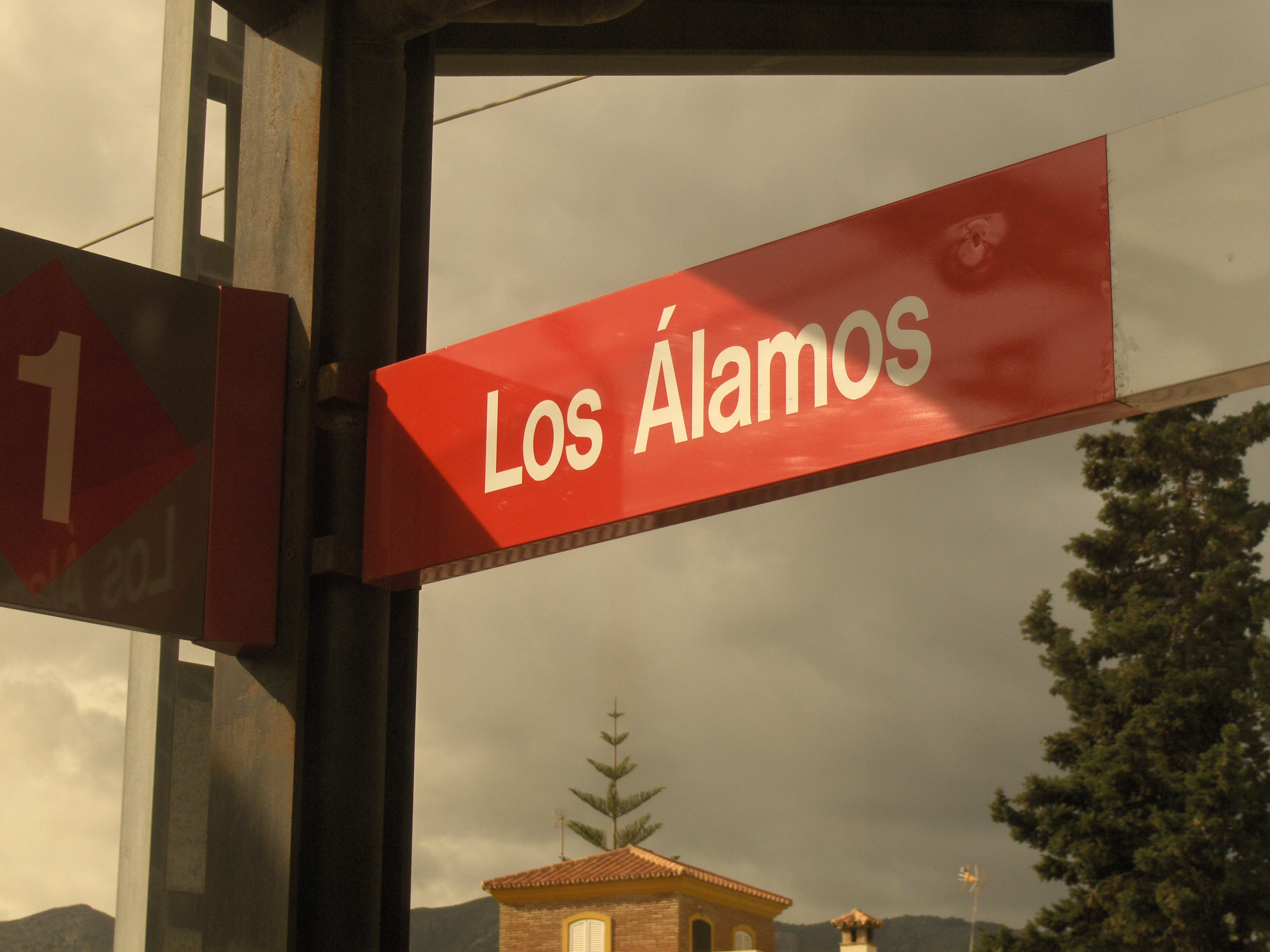
Estación de Los Álamos de la red de Cercanías Málaga.

La red de Cercanías Málaga, cuenta con una estación en el barrio: la estación de Los Álamos, de la línea C-1 que une el centro de Málaga con el centro de Fuengirola. 

### Autobús urbano
La siguiente línea de los Urbanos de Torremolinos tienen parada en el barrio de Los Álamos:
| Línea | Trayecto                                                                                           | Recorrido y horarios | Plano |
| ----- | -------------------------------------------------------------------------------------------------- | -------------------- | ----- |
| L2    | Terminal estación de autobuses - Playamar - Los Álamos (Avda de la Riviera - Rotonda Pso Marítimo) | Recorrido y horarios | Plano |

### Autobús interurbano
Las siguientes líneas del Consorcio de Transporte Metropolitano de Málaga tienen parada en el barrio de Los Álamos:
| Línea | Trayecto                                                  | Recorrido y horarios | Plano |
| ----- | --------------------------------------------------------- | -------------------- | ----- |
| M-110 | Málaga - Benalmádena Costa                                | Recorrido y horarios | Plano |
| M-123 | Churriana - Torremolinos - Benalmádena Costa              | Recorrido y horarios | Plano |
| M-136 | Cártama - Alhaurín de la Torre - Plaza Mayor - Los Álamos | Recorrido y horarios | Plano |